# ورزشگاه ژیلت
ورزشگاه ژیلت (به انگلیسی: Gillette Stadium) ساخت ۲۰۰۲، یک ورزشگاه چند منظوره با گنجایش ۶۸٬۷۵۶ نفر در ماساچوست در ایالات متحده آمریکا است.
این ورزشگاه در سال ۲۰۰۲ جانشین ورزشگاه فاکسبرو شد (که در مجاور آن قرار دارد).